# Пашканы (Криулянский район)
Пашканы, Пашкань (рум. Pașcani) — село в Криулянском районе Молдавии. Является административным центром коммуны Пашканы, включающей также село Порумбены.

## География
Село расположено на высоте 73 метра над уровнем моря.

## Население
По данным переписи населения 2004 года, в селе Пашкань проживает 890 человек (424 мужчины, 466 женщин).
Этнический состав села:
| Национальность | Число жителей | Процентный состав |
| -------------- | ------------- | ----------------- |
| молдаване      | 873           | 98,09             |
| румыны         | 8             | 0,9               |
| украинцы       | 4             | 0,45              |
| русские        | 4             | 0,45              |
| прочие         | 1             | 0,11              |
| Всего          | 890           | 100 %             |